# Czornaja Kurja
Czornaja Kurja (ros. Чёрная Курья) – wieś w Rosji, w Kraju Ałtajskim, w rejonie mamontowskim. W 2010 liczyła 1009 mieszkańców.